# Mafra (Portugal)
Mafra is een plaats en gemeente in het Portugese district Lissabon.
De gemeente heeft een totale oppervlakte van 292 km² en telde 86.521 inwoners in 2021.

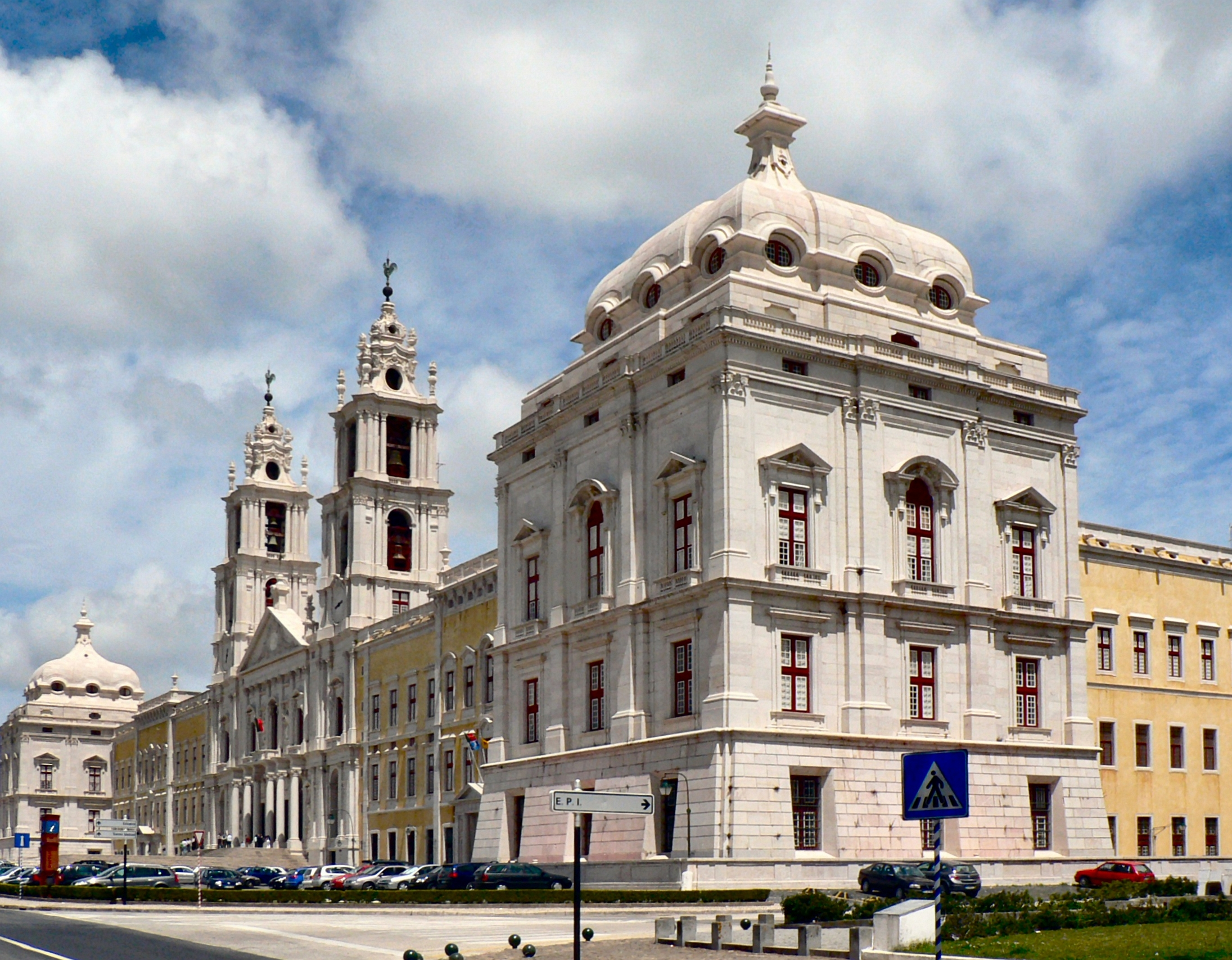
Palácia Nacional

De stad is bekend door het koninklijk paleis dat in de 18e eeuw werd gebouwd door Jan V. Het geldt als het fraaiste gebouw van de Portugese barok en werd in 2019 ingeschreven op de Unesco-Werelderfgoedlijst.
De plaatselijke voetbalclub heet CD Mafra en speelt in de Segunda Liga, de op een na hoogste divisie van het Portugese betaald voetbal.

## Plaatsen (freguesia) in de gemeente
- Azueira
- Carvoeira
- Cheleiros
- Encarnação
- Enxara do Bispo
- Ericeira
- Gradil
- Igreja Nova
- Mafra
- Malveira
- Milharado
- Santo Estêvão das Galés
- Santo Isidoro
- São Miguel de Alcainça
- Sobral da Abelheira
- Venda do Pinheiro
- Vila Franca do Rosário